# Andrew Howe
Andrew Howe (* 12. Mai 1985 in Los Angeles, Vereinigte Staaten) ist ein italienischer Leichtathlet.

## Leben
Seine Mutter Renée Felton, eine frühere amerikanische Hürdenläuferin, zog mit ihm 1990 nach Rieti in Italien und heiratete dort Ugo Besozzi. Renée Felton brachte ihren Sohn früh zur Leichtathletik und fungiert auch als seine Trainerin. Howes Vater war Andrew Howe senior, ein Fußballspieler deutscher Herkunft.
Andrew Howe stellte im Sprint und im Weitsprung bereits als Jugendlicher zahlreiche italienische Altersklassenrekorde auf. 2001 gewann er bei den Jugendweltmeisterschaften in Debrecen den Weitsprung, 2004 bei den Juniorenweltmeisterschaften in Grosseto den Weitsprung mit 8,11 m und den 200-Meter-Lauf in 20,28 s.
2004 nahm er auch an den Olympischen Spielen teil, schied aber im Vorlauf über 200 Meter aus. Bei den Hallenweltmeisterschaften 2006 gewann er mit Bronze im Weitsprung seine erste internationale Medaille in der Erwachsenenklasse. In Göteborg bei den Europameisterschaften 2006 gewann er den Weitsprung mit 8,20 m, nachdem er in der Qualifikation sogar 8,33 m gesprungen war.
Bei den Halleneuropameisterschaften 2007 qualifizierte sich Howe als Achter gerade noch für das Finale. Nach dem vierten Versuch lag er im Finale mit 7,93 m auf Platz 4. Im fünften Versuch sprang er mit 8,30 m italienischen Hallenrekord. Dank dieser Weite gewann er den Titel mit 28 Zentimeter Vorsprung auf den zweitplatzierten Griechen Louis Tsatoumas.
Bei den Weltmeisterschaften 2007 im japanischen Osaka verbesserte er in seinem letzten Sprung mit 8,47 m den zuvor von Giovanni Evangelisti gehaltenen italienischen Rekord. Dieser Sprung reichte jedoch "nur" zur Silbermedaille, da Irving Saladino aus Panama im allerletzten Sprung des Wettbewerbs diese Weite mit 8,57 m noch überbot. 2008 nahm Howe im Weitsprung an den Olympischen Spielen in Peking teil, schied aber mit 7,81 m als 20. der Qualifikation aus.
Im September 2009 musste sich Howe einer Operation an der Achillessehne unterziehen. 2010 kehrte er zurück und gewann seinen nach 2007 zweiten italienischen Meistertitel im Weitsprung. Bei den Europameisterschaften 2010 in Barcelona belegte er mit 8,12 Meter den fünften Platz. 2011 und 2012 gewann Howe wie schon 2007 den italienischen Meistertitel im 200-Meter-Lauf.
Howe setzte seine Karriere in den folgenden Jahren außerhalb des Rampenlichts fort. 2018 überraschte er mit einer 200-Meter-Zeit von 20,47 Sekunden, seiner besten Zeit seit 2011.
Im 200-Meter-Lauf liegt er mit 20,28 s aus dem Jahr 2004 in der ewigen italienischen Bestenliste auf Rang 2 hinter Pietro Mennea.
Andrew Howe ist italienischer Soldat und als solcher Mitglied der Sportfördergruppe der italienischen Luftwaffe in Vigna di Valle bei Rom.
Andrew Howe hat bei einer Größe von 1,84 m ein Wettkampfgewicht von 73 kg.

## Persönliche Bestleistungen
- 100 m – 10,27 s (2006)
- 200 m – 20,28 s (2004)
- 400 m – 45,70 s (2011)
- Hochsprung – 2,06 m (2000)
- Weitsprung – 8,47 m (2007, italienischer Rekord)
- Dreisprung – 16,27 m (2002)